# Jordan Barrett
Jordan Barrett (Byron Bay, 2 dicembre 1996) è un modello australiano, noto per essere stato incoronato nel dicembre 2016 "modello dell'anno" da Models.com.

## Biografia

### Carriera
Barrett è stato scoperto quando aveva 14 anni da un model scout di IMG Australia. Il model scout ha fatto firmare a Barrett un contratto e lo ha invitato nella sua casa a Byron Bay, Australia, per fargli alcune foto. Barrett ha affermato che il suo fotografo preferito è Steve Klein. Nel settembre 2015 Barrett è apparso su un numero della rivista VMAN e Arena Homme+ SS Magazine, fotografato da Stephen Klein.
Barrett ha partecipato a campagne pubblicitarie per Tom Ford, Balmain, Versace, Moschino, Roberto Cavalli, H&M, Calvin Klein, Ralph Lauren e Paco Rabanne. Inoltre Barrett ha conquistato le copertine di Vogue  Netherlands Man, CR Book by Carine Roitfeld, The London Times, Wonderland Magazine, 10 Magazine, Numéro Homme e Hercules. Collier Schorr in collaborazione con Barrett ha creato "I BLAME JORDAN Book" per Moma PS1 New York. Attualmente Jordan è il modello dello spot del profumo 1 Million di Paco Rabanne.

### Vita privata
Sul braccio sinistro, Barrett ha tatuato la frase "Only the good" ("Solo il bene") e sul braccio destro ha tatuato le parole "Psycho" e "Gypsy". Nel gennaio 2016 Barrett ha negato di avere una storia con Paris Hilton.
Nell'agosto 2021 Barrett ha sposato il modello Fernando Augusto Casablancas, figlio del defunto omonimo magnate dell'agenzia di modelle John Casablancas, ad Ibiza, in Spagna. Nel 2022 è stato confermato da Casablancas che i due si erano separati.

## Agenzie
- NEXT - Milano
- IMG Models - New York
- LA Models - Los Angeles
- Bravo Models - Tokyo[2]